# رادها توماس
رادها توماس (بالإنجليزية: Radha Thomas)‏ هي ملحنة ومغنية هندية، ولدت في 20 يونيو 1986.